# Caloptilia amphidelta
Caloptilia amphidelta là một loài bướm đêm thuộc họ Gracillariidae. Nó được tìm thấy ở Canada (Ontario và Québec).